# María de Urrea
María de Urrea y Bolea (Épila, entre 1459 y 1463- 8 de mayo de 1521, Villanueva de Sigena) fue una noble y posterior priora del Monasterio de Sigena, donde impulsó la renovación artística del mismo durante su mandato desde mayo de 1510 hasta su fallecimiento.

## Orígenes familiares
María era miembro de los Ximenez de Urrea de Biota, rama cadete de los Ximenez de Urrea, siendo hija de Ximeno de Urrea, I vizconde de Biota y de su segunda esposa Beatriz de Bolea y Portugal, hija de Hernando de Bolea y Galloz y de su esposa María de Portugal y Castro, hija a su vez de Fernando II de Braganza.
Aunque por parte de padre tuvo otra hermana, Violante, que falleció antes de su nacimiento, María tuvo al menos dos hermanos:
- Ximeno de Urrea El Osado (a.1459-1514),  último vizconde de Biota de la rama cadete ya que tras su muerte su título terminará siendo heredado por Miguel Ximenez de Urrea, II de Aranda.
- Leonor, de la que se desconoce su vida.

## Biografía
Se desconoce el momento exacto en el que entró al cenobio ya que las primeras noticias que se tienen de ella en relación a la comunidad religiosa es durante su mandato.
El monasterio de Sigena había pasado a un segundo plano tras el Compromiso de Caspe y la ascensión de la casa de Trastámara, ya que el cenobio se decantó por el pretendiente urgelista Jaime II de Urgel, por lo que el templo había perdido los ingresos que obtenía a través de las donaciones reales y el 9 de octubre de 1514 la propia María en reunión del capítulo expuso la necesidad de obtener doscientos mil sueldos para sufragar las deudas del cenobio para lo que ella ofrecía la venta de su herencia paterna, el vizcondado de Biota así como el señorío de Sestrica y el Bayo, algo que se acordó el 20 de ese mismo mes, vendiéndoselos a su pariente Miguel Ximénez de Urrea, II conde de Aranda.
Aparte de la obtención de liquidez para la comunidad también dejó constancia como mecenas con el retablo mayor de Sijena, en donde se puede ver el escudo de los Urreas, y las tablas laterales del retablo de San Pedro.
A pesar de sus esfuerzos en vida para promover el patrimonio artístico del monasterio llegando a vender su patrimonio personal para lograrlo, este acabó como otras piezas del arte aragonés en museos o colecciones privadas fuera del territorio aragonés.
El último testamento de María de Urrea es el del el 28 de marzo de 1521 en donde se muestra su interés por resaltar el vínculo entre su familia y el cenobio al expresar el deseo de que sus restos descansen en la iglesia junto a los de su antepasada y antecesora en el gobierno del monasterio, Teresa de Urrea, quien gobernó el cenobio entre el 1297 y el 1321.

En este testamento también se menciona a varias novicias del cenobio en aquel momento como lo era su sobrina Isabel de Urrea y una pariente llamada Magdalena de Urrea a la que dejaba como heredera universal entre otras novicias como Castellana Despes, María Morguti, Isabel de Boxadors y Beatriz Porqueta, a quienes dejaba a cargo de su sucesora y pedía que tratase con "amor y caridat".

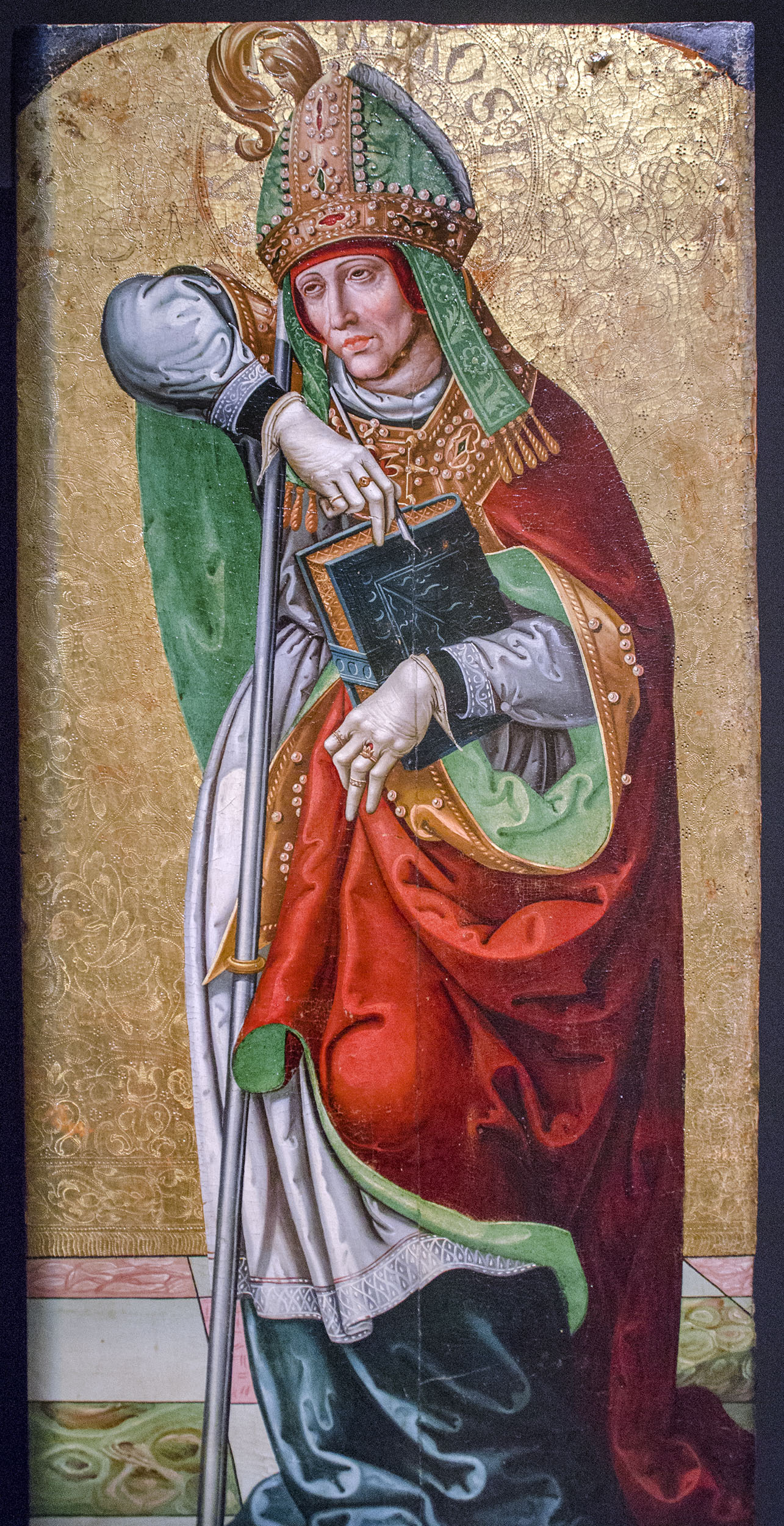
Tabla de San Agustín del retablo mayor del monasterio de Sigena y compañera de la tabla de San Ambrosio. En ella se puede observar el blasón familiar, tres barras oblicuas, en el fondo dorado bruñido y graneado de la tabla ya que fue encargado por María de Urrea.
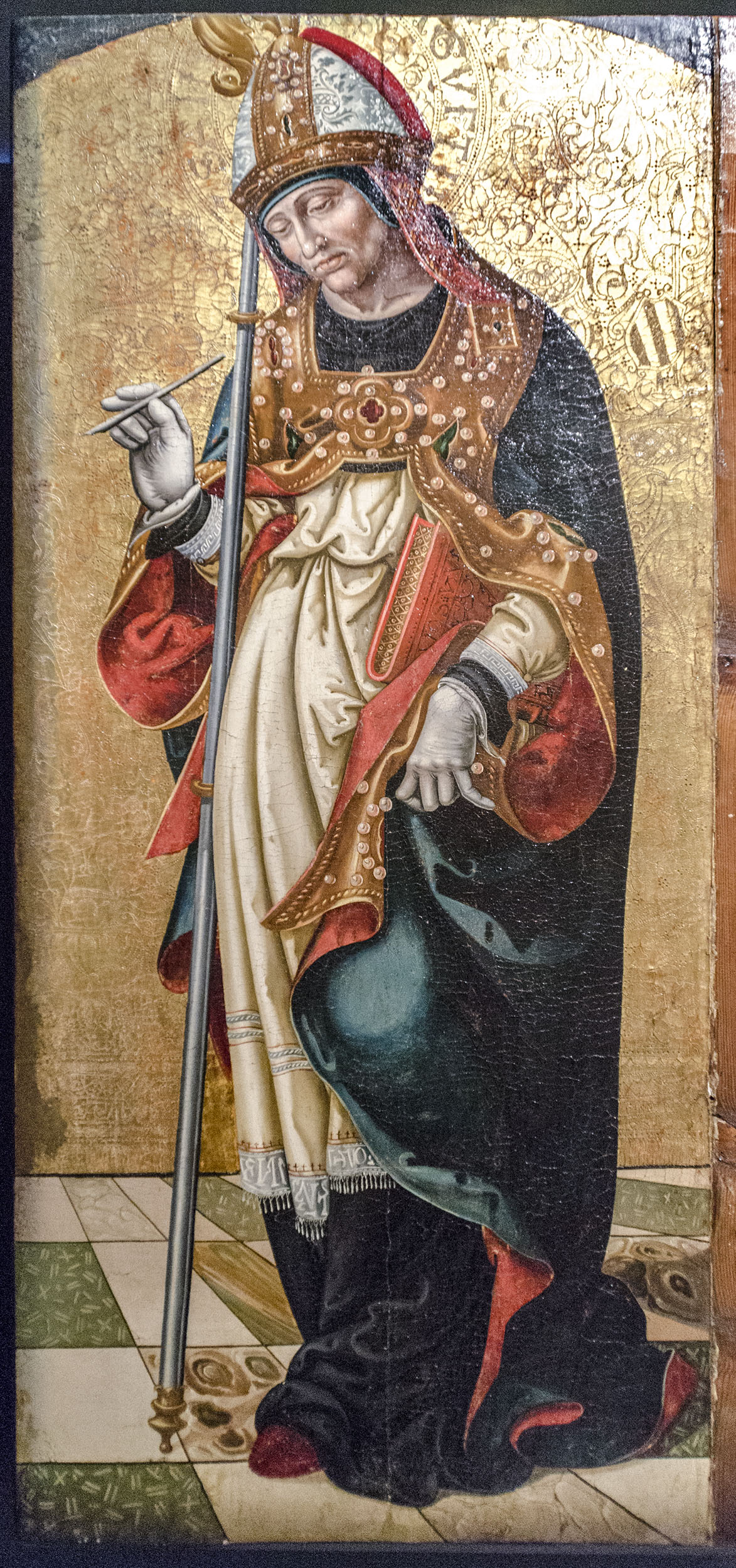
Tabla de San Ambrosio del retablo mayor del monasterio de Sigena y compañera de la tabla de San Agustín.